# Рудолф Долингер
Рудолф Долингер (Телфес, 4. април 1944), је доктор филозофије, некадашњи аустријски репрезентативац у стрељаштву и освајач две олимпијске медаље у дисциплини гађања пиштољем са 50 метара.

## Спортска биографија
Рудолф Долингер је два пута учествовао на Летњим олимпијским играма 1972. у Минхену и 1976. у Монтреалу и оба пута освојио је бронзану медаљу.
У Минхену је у дисциплини пиштољ слободног избора са 50 метара погодио 560 кругова (91+96+92+94+95+92). Заостао је 7 кругова иза победника шведског олимпијца Рангера Сканокера и два круга иза другопласираниг Румуна Данијала Југеа.
Четири године касније у Монтреалу поновио је успех из Минхена резултатом 562 круга (93+92+95+93+96+93) иза два представника Источне Немачке Уве Потека који је са 573 круга поставио светски рекорд и Харалда Волмара са 567 кругова. Долингерова брозана медаља је била једина медаља коју је Аустрија освојила у Монтреалу.

## Награде
Рудолф Долингер је 1996. године добио „Златну медаљу за заслуге Републике Аустрије“